# Autocollection
Autocollection è un programma televisivo documentario dedicato al mondo dei motori, in particolare alle auto d’epoca, in onda dal 14 maggio 2022 su Rai 2.

## Descrizione
In ogni puntata viene focalizzata l’attenzione su varie auto d’epoca che hanno segnato un determinato periodo storico. Le auto in questione sono oggetto di un’ispezione al motore per verificare le condizioni nonché indicare gli interventi che necessita per una sua eventuale manutenzione. Le auto vengono inoltre anche valutate dal punto di vista economico. Ogni auto viene poi provata su strada ad opera dal pilota René Arnoux.

### Prima edizione
La prima edizione del programma, articolata in cinque puntate, è andata in onda dal 14 maggio 2022 all’11 giugno dello stesso anno.